# Vianini (azienda)
Vianini S.p.A. (già Vianini Industria) è una società del gruppo Caltagirone, attiva nella realizzazione di strutture (tubi, piloni, prodotti idraulici) in cemento oltre che di materiali per l'armamento ferroviario. 

## Storia
È nata nel 1980 come azienda del gruppo Caltagirone specializzata nel settore industriale. Dopo l'acquisizione di Domus Italia si concentra nel settore immobiliare cominciando una graduale dismissione del ramo industriale.
Le azioni della Vianini erano quotate sull'MTA della Borsa valori di Milano. In seguito all'OPA di Capitolium S.r.l., società indirettamente controllata da Francesco Gaetano Caltagirone, la società è stata delistata il 5 agosto 2024.

## Partecipazioni
Vianini S.p.A. controlla:
- FGc Finanziaria - 100%
- Ind 2004 Srl - 99.9%
- Cementir S.p.A. - 1.64%
- Edigolfo Spa - 8.1%; il restante 89.9 è controllato sempre dal gruppo Caltagirone. Edigolfo controlla il 35% di Caltagirone Editore Spa

Fonte: bilancio consolidato gruppo Caltagirone 2006

## Azionariato
Vianini S.p.A. è controllata dal gruppo Caltagirone tramite:
- Francesco Gaetano Caltagirone (azioni possedute direttamente) - 0.173%
- Caltagirone S.p.A. - 66.714%
- Capitolium S.p.A. - 12.573%

Fonte: dati consob al 19/3/2013

## Management
- Presidente: Alessandro Caltagirone
- Amministratore delegato:Elvidio Tusino